# Djupa göl, Småland
Djupa göl är en sjö i Nybro kommun i Småland och ingår i Hagbyåns huvudavrinningsområde.